# Linea 1 (metropolitana di San Paolo)
La Linea 1–Blu (Linha 1–Azul in portoghese) è una delle sei linee che formano la rete della metropolitana di San Paolo. Collega la città da nord, con capolinea Tucuruvi, a sud, attestandosi al capolinea di Jabaquara.
La sua costruzione iniziò alla fine degli anni sessanta, dato che la rende la più vecchia linea metropolitana non solo di San Paolo ma dell'intero Brasile.

## Storia
Chiamata originariamente Linea Nord-Sud, i lavori di costruzione iniziarono il 14 dicembre 1968. Il primo tratto, compreso tra Jabaquara e Vila Mariana, fu aperto al traffico il 14 settembre 1974. La scelta di questo percorso è stata motivata dall'inesistenza di alternative per il trasporto ferroviario collettivo per i residenti di Santana e Jabaquara, e anche per alleggerire il già complicato traffico nel centro della città. Il consorzio che si è aggiudicato la gara per la realizzazione della linea è stato HMD, un'associazione di due imprese tedesche, Hochtief e Deconsult, e la brasiliana Montreal. Questo consorzio ha applicato le più moderne tecnologie disponibili all'epoca, come vagoni in acciaio inossidabile, sistema automatico di controllo e segnalazione dei treni, terzo binario biometallico, trazione elettrica per auto e potente elettronica, rendendo la metropolitana di San Paolo una delle più veloci e moderne al mondo.
Nel 1975 la linea fu ampliata prima fino a Liberdade, poi a Santana. Tre anni dopo venne aperta la stazione Sé. Nel 1998 la linea fu estesa a Tucuruvi.